# والنتین نیکولایف (کشتی‌گیر)
والنتین نیکولایف (روسی: Валенти́н Влади́мирович Никола́ев؛ ۶ آوریل ۱۹۲۴ – ۳۱ اکتبر ۲۰۰۴) کشتی‌گیر فرنگی اهل شوروی بود. وی در سال ۱۹۵۵ طلای مسابقات قهرمانی جهان و در سال ۱۹۵۶ نشان طلای المپیک را کسب کرد. همچنین در سال‌های ۱۹۵۱، ۱۹۵۳ و ۱۹۵۵ مدال طلای جشنوارهٔ جهانی جوانان و دانشجویان را کسب کرد.
وی در سال‌های ۱۹۵۱ و ۱۹۵۴ عنوان قهرمانی دستهٔ سبک‌وزن اتحاد جماهیر شوروی را به دست آورد و در سال ۱۹۵۳ نیز دوم شد.
نیکولایف از سال ۱۹۴۵ تا ۱۹۵۶ در رقابت‌های دستهٔ سبک‌وزن کشتی گرفت. پس از آن به اوزان سنگین‌تر رفت و سه مدال نقره در مسابقات قهرمانی اتحاد جماهیر شوروی در سال‌های ۱۹۵۷ تا ۱۹۵۹ کسب کرد. وی در سال ۱۹۶۰ بازنشسته شد و سپس به مدت زیادی به عنوان مربی در روستوف-نا-دونو، جایی که بیشتر عمر خود را در آن‌جا سپری کرده بود، مربی‌گری کرد.
نیکولایف از دانشگاه حمل و نقل روستوف فارغ‌التحصیل شد. او با نلی ازدواج کرد و یک دختر به نام استلا و یک پسر به نام ولادیمیر داشت.